# Helge von Koch
Niels Fabian Helge von Koch (25 tháng 1 năm 1870 – 11 tháng 3 năm 1924) là một nhà toán học Thụy Điển. Tên ông gắn liền với bài toán nổi tiếng về hình Bông tuyết von Koch.

Bông tuyết von Koch.

Ông sinh ra trong một gia đình quý tộc Thụy Điển. Ông của ông, Nils Samuel von Koch (1801–1881) là trưởng lý của Thụy Điển. Bố ông, Richert Vogt von Koch (1838–1913) là một trung tá trong Royal Horse Guards của Thụy Điển.
Von Koch viết một số tài liệu về lý thuyết số. Một trong những kết quả của ông là một định lý năm 1901 chứng minh được rằng giả thuyết Riemann tương đương với một dạng mạnh hơn của định lý số nguyên tố.
Ông đã mô tả đường cong Koch trong một bài viết viết năm 1904 tên là "Sur une courbe continue sans tangente, obtenue par une construction géométrique élémentaire" (tiếng Pháp), dịch ra là "Trên một đường cong nối liền không thể vẽ một tiếp tuyến bằng các phép dựng hình cơ bản".